# Logan Ndenbe
Logan Ndenbe (9 februari 2000) is een Belgisch voetballer. Hij is een linksback en staat onder contract bij Sporting Kansas City.

## Carrière
Ndenbe is afkomstig uit de jeugdopleiding van Royal Excel Moeskroen. In 2017 trok hij naar KV Oostende. Op 6 mei 2018 debuteerde hij in Eerste klasse tijdens de Play-off 2-wedstrijd tegen KFCO Beerschot-Wilrijk. De linksachter speelde de volledige wedstrijd. Ndenbe klokte in zijn debuutseizoen af op drie wedstrijden.
In het seizoen 2018/19 speelde Ndenbe tijdens de eerste twee competitiewedstrijden van het seizoen, maar naarna miste hij een groot deel van het seizoen vanwege een zware knieblessure. Ndenbe maakte op de slotspeeldag van Play-off 2 zijn wederoptreden tegen KFCO Beerschot Wilrijk.
In juni 2020 maakte Ndenbe de overstap naar de Franse tweedeklasser EA Guingamp.
In januari 2022 ondertekende hij een contract voor drie seizoenen met optie op een extra seizoen bij de Amerikaanse eersteklasser Sporting Kansas City.

## Clubstatistieken
| Seizoen         | Club            | Land               | Competitie         | Competitie | Competitie | Beker | Beker | Supercup | Supercup | Europees | Europees | Totaal | Totaal |
| Seizoen         | Club            | Land               | Competitie         | Wed.       | Dlp.       | Wed.  | Dlp.  | Wed.     | Dlp.     | Wed.     | Dlp.     | Wed.   | Dlp.   |
| --------------- | --------------- | ------------------ | ------------------ | ---------- | ---------- | ----- | ----- | -------- | -------- | -------- | -------- | ------ | ------ |
| 2017/18         | KV Oostende     | Vlag van België    | Jupiler Pro League | 3          | 0          | 0     | 0     | —        | —        | —        | —        | 3      | 0      |
| 2018/19         | KV Oostende     | Vlag van België    | Jupiler Pro League | 3          | 0          | 0     | 0     | —        | —        | —        | —        | 3      | 0      |
| 2019/20         | KV Oostende     | Vlag van België    | Jupiler Pro League | 7          | 0          | 2     | 0     | —        | —        | —        | —        | 9      | 0      |
| 2020/21         | EA Guingamp     | Vlag van Frankrijk | Ligue 2            | 0          | 0          | 0     | 0     | —        | —        | —        | —        | 0      | 0      |
| Carrière totaal | Carrière totaal | Carrière totaal    | Carrière totaal    | 13         | 0          | 2     | 0     | 0        | 0        | 0        | 0        | 15     | 0      |

Bijgewerkt op 10 juni 2020.